# Gerald Kazanowski
Gerald François Kazanowski (Nanaimo, Columbia Britànica, 12 d'octubre de 1960) és un exjugador de bàsquet canadenc. Amb 2,05 d'estatura, el seu lloc natural a la pista era el de pivot.
Es va formar a la Universitat de Victoria, al Canadà. Va ser triat pels Utah Jazz en el draft de l'any 1983. L'any 1984 va fer el salt a l'Atlàntic per començar a jugara la lliga espanyola, on jugaria fins al 1992: la temporada 1984-85 al Joventut de Badalona i la resta d'anys al Bàsquet León. Després jugaria professionalment també a Suècia, Finlàndia, Suïssa, Luxemburg, Argentina i Mèxic. Ha sigut internacional amb la selecció del Canadà, i va competir amb la seva selecció als Jocs Olímpics de Los Angeles 1984 i Seül 1988.